# Knock-in
El knock-in (en català significa clavar), en la biologia molecular, és un sistema d'enginyeria genètica de clonació que és una variant de l'anomenat knock-out.
El sistema Knock-in implica la introducció d'un cDNA en un locus particular del cromosoma de l'organisme. Normalment es fa utilitzant un ratolí de laboratori. Per tant, un ratolí knock-in és aquell al qual se li ha substituït una seqüència gènica per una altra diferent o modificada.
La diferència entre la tecnologia knock-in i la tecnologia transgènica és que la del knock-in implica un gen inserit en un locus específic i que és una inserció amb una diana objectiu.

## Usos possibles
- El seguiment de la destinació de les cèl·lules que normalment expressen el gen d'interès.
- En el cas de gens similars o ambsimilituds a nivell de les seves seqüències de nucleòtids per talde determinar si tenen funcions similars.